# Agnes Ayres
Agnes Ayres (eg. Agnes Hinkle), född 4 april 1898 i Carbondale, Illinois, död 25 december 1940 i Los Angeles, Kalifornien, var en amerikansk stumfilmsskådespelerska.
Hon började sin karriär i kortfilmer 1915 och hade sin storhetstid i början på 1920-talet. Hon är mest känd för sin roll som Rudolph Valentinos käresta i Shejken och Shejkens son. 
Efter ljudfilmens intåg drog hon sig tillbaka och gjorde därefter endast en film, år 1937. Ayres avled av hjärnblödning.

## Filmografi (urval)
- 1915 - His New Job
- 1919 - The Sacred Silence
- 1920 - Forbidden Fruit
- 1921 - Shejken
- 1922 - The Ordeal
- 1923 - De tio budorden
- 1925 - Tomorrow's Love
- 1926 - Shejkens son
- 1928 - The Donovan Affair
- 1937 - Farornas skepp